# Rupia somala
La rupia somala (in somalo: روپيا) era la moneta della Somalia italiana dal 1909 al 1925. Era suddivisa in 100 bese (singolare: besa, in somalo: بيزا).

## Storia
La rupia fu introdotta tra il 1909 e il 1910. Prima, furono introdotte monete in bronzo chiamate besa, seguite da monete d'argento col nome di rupia nel 1910. La rupia rimpiazzò sia il tallero di Maria Teresa che la rupia indiana, che avevano lo stesso valore. La rupia fu sostituita dalla lira somala durante il periodo di transizione dal 1º luglio 1925 e il 30 giugno 1926, al valore di 8 lire = 1 rupia.
Dopo la sostituzione della rupia, circolarono altre monete nella Somalia italiana, tra cui la lira dell'Africa Orientale Italiana, dallo scellino dell'Africa orientale, il somalo e infine lo scellino somalo.

## Monete
| Quattro bese                              | Quattro bese             |
| ----------------------------------------- | ------------------------ |
|                                           |                          |
| Vittorio Emanuele III; in basso L. GIORGI | Valore e data in 4 linee |
| Æ; zecca di Roma, 1909                    |                          |

Nel 1909 furono coniate monete in bronzo col valore 1, 2 e 4 bese. Queste monete erano state istituite dal regio decreto del 28 gennaio 1909, n. 95.
Seguirono, nel 1910, monete d'argento del valore di ¼, ½ e 1 rupia. Queste monete erano state istituite dal regio decreto dell'8 dicembre 1910, n. 847.
Le monete in argento furono coniate fino al 1921, e quelle in bronzo fino al 1924.
Entrambe le emissioni cessarono di avere corso legale dal 1º luglio 1925, per effetto del regio decreto del 18 giugno 1925, n. 1143 che istituiva contemporaneamente nuove monete denominate in lire.

## Banconote
Le prime banconote furono prodotte dalla V. Filonardi & C., nel 1893. Avevano il valore di 5 rupie. Le banconote furono introdotte ufficialmente nel 1920 dalla Banca d'Italia col nome di buoni cassa e col valore di 1, di 5 e 10 rupie. Le 10 e 20 rupie furono stampate ma non entrarono ma in uso.